# Getto w Sokalu
Getto w Sokalu – getto dla ludności żydowskiej zorganizowane przez okupacyjne władze hitlerowskie w czasach II wojny światowej w Sokalu. 
17 września 1942 roku z Sokala do obozu zagłady w Bełżcu Niemcy wywieźli około 2,3 tys. Żydów. Około 160 osób zabito na miejscu. Po tej akcji 15 października 1942 roku dla pozostałych w mieście Żydów utworzono getto. Ponadto do getta przesiedlono około 3,5 tys. Żydów z Radziechowa, Łopatyna, Witkowa Nowego, Tartakowa, Mostów Wielkich i Stojanowa.
W końcu października 1942 roku do Bełżca wysłano kolejnych 2 tys. ludzi. W czasie tej akcji zabito na miejscu około 60 osób. W getcie pozostało ok. 4 tys. Żydów. Zimą 1942/43 z głodu oraz chorób zmarło kilkaset osób.
Niemcy zlikwidowali getto 27 lipca 1943 roku rozstrzeliwując około 3 tysiące osób.